# Olivier Mosset
Olivier Mosset (Berna, 1944) è un artista svizzero.
Vive e lavora a Tucson, in Arizona.
Nel 1966 fonda insieme a Daniel Buren, Michel Parmentier e Niele Toroni il gruppo BMPT che aveva il fine id decostruire il sistema pittorico per arrivare all'azzeramento della pittura.
Nel 1977 inizia a vivere a New York dove inizia a dipingere monocromi (rouge, orange, rose, vert).

## Mostre personali (selezione)
- 2009: "ZZ", Galerie Triple V, Dijon
- 2006 : Olivier Mosset, Estampes, Forum d'Art Contemporain (FAC), Sierre
- 2005 : Olivier Mosset, The Biennale Paintings, Caratsch de Pury & Luxembourg, Zurigo
- 2005 : Olivier Mosset, Éditions, Espace d'art contemporain Les Halles, Porrentruy

## Mostre collettive (selezione)
- 2007 : Art en plein air - Môtiers 2007, Môtiers
- 2006 : Cinq Milliards d'Années, Palais de Tokyo, Parigi
- 2006 : je NE suis. Musée des beaux-arts, Le Locle
- 2006 : 1996-2006 : 10 ans d'acquisitions, de dons et de legs, Musée cantonal des beaux-arts, Losanna
- 2006 : 2 Step, Kunstnernes Hus, Oslo
- 2006 : Midnight Walkers, Le crédac, Ivry-sur-Seine
- 2006 : Midnight Walkers, Kunsthaus Baselland, Muttenz
- 2006 : Multiple Art und Originale, Galerie Elisabeth Staffelbach, Aarau
- 2006 : Nouvelles Collections, Kunsthaus Centre PasquArt, Biel
- 2005-2006 : Schweizer Druckgraphik , Helmhaus Zürich, Zurigo
- 2005 : Naturellement abstrait. L'art contemporain dans la collection Julius Baer, Centre d'Art Contemporain Genève, Ginevra

## Pubblicazioni
Olivier Mosset, Dijon, Les presses du réel, 2007, ISBN 978-2-84066-209-9